# Хлистунівка
Хлистуні́вка — село в Україні, в Черкаському районі Черкаської області, у складі Городищенської міської громади. Розташоване на березі річки Вільшанки, за 8 км на південь від центру громади та залізничної станції Городище. Населення — наявного 1994 мешканці (на 2025 рік).

## Походження назви
Існують різні припущення щодо виникнення назви села:
- Правобережжя багате на кам'яні породи, зокрема граніт, що залягає в окремих місцях на поверхні. З різних повітів їхали до села за каменем. А згодом виселяли сюди людей, які чимось завинили на його видобуванні. Їх карали за непослух батогами (хлистали);
- За спогадами старожила П. Л. Гайдаша, назва Хлистунівки згадується у творах польського письменника Станкевича. Описуючи боротьбу українського народу проти польських загарбників, вказує, як козаки Богдана Хмельницького між В'язівком і Городищем «захлиснули» загін поляків армії Вишневецького;
- За розповіддю краєзнавця І. П. Гуріненка цією місцевістю їхали чумаки і зупинилися стомлені на правому березі річки. Люди і воли жадібно почали пити воду, аж хлистали її. Корінні жителі з дива аж закричали: «Дивіться, як хлищуть воду!». Дехто з тих чумаків залишився тут жити. Звідси й пішла назва села Хлистунівка.

## Історія
У давнину, у четвертинний період, на території сучасної Хлистунівки бродили стада мамутів.
Свідченням про існування здавна живих істот є низка знахідок. Серед них найцінніша — це кістяк мамонта, який знайдено в урочищі сучасного гранітного кар'єру. Частина кістяка зберігається в шкільному історичному кабінеті.
Час утворення населеного пункту не встановлено. У селі так само як і на всій Черкащині, є багато курганів, або так званих «могил». Так, від села Дирдин до Хлистунівки був найбільший курган, тому й сучасна назва автозупинки — Могила. Кургани здавна чомусь вважалися козацькими, але насправді деякі з них створені в добу давньої бронзи, а деякі — у скіфський період.
Восени 1997 року велися розкопки експедицією археологічної інспекції міста Черкас вздовж кургану. Було знайдено неглибокі поховання з останками кісток, рештками скіфського посуду, наконечників стріл, були виявлені катакомби у вигляді ям, з підкопом в один бік. Поховані лежали на спині, головою переважно на захід.
Очевидно, це було поховання простих скіфів. Знайдено ще два поховання, вік яких становить IV—ІІІ століття до н. е. Найбільше і найглибше з них, що належало знатній жінці, було пограбоване. Друге поховання виявилося незайманим і містило останки дівчинки віком 10—12 років. На ній було скляне намисто, залишки бронзової сережки та 9 бронзових бляшанок. Цікаво, що серед намиста одна намистинка була «плямистою», виготовлення якої було клопітким. Це свідчить про високий розвиток матеріальної культури скіфів, а також про специфічні поховання для багатих.
Орієнтовно в першій половині XV століття з'явились ознаки організованого життя людей на території сучасної Хлистунівки. Найстаріше поселення було в урочищі Вергунів Яр, що розташований між залізничною колією, яка веде на південь, і хутором Лемехівка (бо її територія нагадує леміх). Назва цього яру ймовірно походить від прізвища Вергуни — перших поселенців поблизу цієї місцини. Тягнеться яр двома рукавами, на дні яких б'ють джерела, що здавна живлять річку Вільшанку. Також ознаки організованого поселення на території сучасної Хлистунівки були і на Донцевій горі.
У 1748 році в селі побудовано церкву, а в 1778 році з'явилися різні організації розкольників (хлисти і лемехи). Через деякий час було прийнято віру хлистів, яких хоронили в яму у сидячому положенні, а хрести ставили в ноги, на відміну від християнської віри. Хлистунівка в цей час входила до складу Київського намісництва Київського повіту. За указом царя Павла І від 12 грудня 1796 року Київське намісництво було ліквідовано і перейменовано на Київську губернію. Хлистунівка ввійшла до складу Київської губернії Черкаського повіту.
Лаврентій Похилевич у своїх «Сказаннях про населені місцевості Київської губернії» 1864 року пише, що населення тут 2 060 чоловік. Церква в селі Архистратига Михаїла, 4-го класу, побудована в 18 столітті.
Земля і люди села, як і всього району, належали графу Воронцову. В Хлистунівці було дві економії — «Миколаївська», у володінні якої було 612 десятин землі, на якій працювало 1 тисяча осіб та «Селянська», у володінні якої було 250 десятин орної землі і 150 десятин луків. 37 десятин землі було у володінні церкви. Люди села належали графу Воронцову, а підпорядковувалися поміщику Кончаківському та його економу Крижанівському.
У 1898 році в селі відбулося селянське заворушення проти поміщика, в ході якого селяни варварськи побили жатки економії. Для придушення повстання було прислано один батальйон  піхотного Севастопольського полку. Хлистунівський маєток був у власності поміщиці К. А. Балашової. Коли почалися селянські заворушення в селі, поміщиця здала його в оренду пану Кончаківському, а Миколаївський маєток, який розташований за 4 км від села, — пану Дзарському.
У 1905—1907 роках відбувся селянський виступ (тривав три роки?), яким керували підпільники соціал-демократи П. Я. Пасічник, І. Ф. Онопрієнко, Ю. С. Грубський.
Радянську окупацію в селі проголошено через 20 днів після Жовтневого перевороту 1917 року. В кінці 1919 року організовано комітет незаможних селян, який очолювали Малюта Михайло Петрович, Ружин Михайло Миколайович. У перші роки примусової колективізації утворено один колгосп імені Сталіна, а через кілька років другий — імені Шевченка. У 1929 році утворено колгосп «Вперед», згодом їх об'єднано в один — ім. Котовського.
На фронтах Другої світової війни на боці СРСР воювали 530 жителів села, 360 з них загинули. На їх честь у центрі села споруджено обеліск Слави. 27 чоловік нагороджено орденами і медалями.
Село постраждало внаслідок геноциду українського народу, проведеного окупаційним урядом СРСР 1932—1933 та 1946–1947 роках.
Станом на 1972 рік в селі мешкало 3 384 чоловіка, працювали середня школа, в якій навчалось 517 учнів, клуб на 300 місць, дві бібліотеки з фондом 14 тисяч книг, два фельдшерсько-акушерських пункти.
На території села була розміщена центральна садиба колгоспу ім. Котовського, який обробляв 3 739 га землі, в тому числі 2 334 га орної. Колгосп вирощував зернові і технічні культури, займався м'ясо-молочним тваринництвом. Працював електромлин, цегельний, щебенний заводи, завод залізобетонних конструкцій.

## Сучасність
На сьогодні в селі працює потужний щебеневий завод, що забезпечує потреби споживачів у різноманітних будівельних матеріалах. На місцевій сировині також працює завод залізобетонних конструкцій, розташований неподалік щебеневого заводу.

### Церква
Церква в селі дуже своєрідна, єдина, дерев'яна, відбудована. Центральний вхід церкви відвернений від села, хоча церква розташована майже в центрі. В тій частині, що здалася фронтальною є ще один ґанок. На ньому влаштовано господарські будівлі та саморобну дзвіницю з давніми дзвонами. Над входом до церкви — ікона святого архангела Михаїла, який у правій руці тримає меча, у лівий — щит із хрестом на ньому.
На церковному цвинтарі багато могил та хрестів — на жодному немає інформації, хто похований і коли, хоча таблички для написів є. Загальний стан церкви — посередній, хоча шифер покладено більш-менш новий.

## Населення

### Мова
Розподіл населення за рідною мовою за даними перепису 2001 року:
| Мова            | Кількість | Відсоток |
| --------------- | --------- | -------- |
| українська      | 2383      | 98.11%   |
| російська       | 30        | 1.24%    |
| вірменська      | 11        | 0.45%    |
| білоруська      | 2         | 0.08%    |
| болгарська      | 2         | 0.08%    |
| інші/не вказали | 1         | 0.04%    |
| Усього          | 2429      | 100%     |

## Відомі люди
У селі народились:
- Пісковий Іван Миколайович (*1941) — український дипломат;
- Ружин Володимир Михайлович (*1919 —†1946) — Герой Радянського Союзу;
- Салій Юрій Якович (*1886 —†1972) — повний кавалер ордена Святого Георгія[6];
- Старик Олександр Несторович (*1938 —†2009) — український письменник та педагог.
- навчався Бердник Олександр Олегович (1995—2017) — український військовик, учасник війни на сході України, матрос.